# ヴェラ・リン
デイム・ヴェラ・リン （Dame Vera Lynn, CH DBE OStJ, 本名：Vera Margaret Welch (ヴェラ・マーガレット・ウェルチ), 1917年3月20日 - 2020年6月18日） は、第二次世界大戦期に称賛を受けたイギリスの歌手、女優。

## プロフィール
第二次世界大戦中、リンはイギリス軍が戦っていたエジプト、インド、ビルマで慰問コンサートを開いており、「イギリス軍の恋人」として記憶されている。リンが歌った歌でもっとも知られている曲は『ウィィル・ミート・アゲイン（We'll Meet Again）』と『ザ・ホワイト・クリフズ・オブ・ドーバー（The White Cliffs of Dover）』である。
戦後もリンの人気は衰えを知らず、イギリスやアメリカ合衆国でテレビやラジオに出演。リンの戦後期の代表的ヒット曲として『アウフ ヴィーダーゼーエン・スイートハート（Auf Wiederseh'n Sweetheart）』と『マイ・サン、マイ・サン（My Son, My Son）』が知られている。
リンは第二次世界大戦を戦った退役軍人たちの敬愛の対象であり続けており、2000年には20世紀の精神を最も具現したイギリス人の一人として名前が挙がった。
2009年、92歳となったリンのベストアルバムがイギリスのアルバムヒットチャート1位になり、存命中最高齢のアーティストによる1位記録となった。晩年も退役軍人や障害児、そして乳癌に冒された人々への慈善活動に多くの時間と体力を費やしている。
2017年、100歳の誕生日を記念して発売したニューアルバム『VERA LYNN 100』も、イギリスのアルバムヒットチャート1位になった。

## 若年期
ヴェラ・マーガレット・ウェルチ（Vera Margaret Welch）は、1917年3月20日にエセックス州イーストハム（現在のニューアム区の一部）で、1913年に結婚した 配管工 バートラム・サミュエル・ウェルチ（Bertram Samuel Welch, 1883年-1955年）とドレスメーカーのアニー・マーティン（Annie Martin, 1889年-1975年）夫妻の娘として生まれた。 1919年、リンが2歳の時にジフテリアに感染し、生死の境をさまよった。彼女は隔離病棟に送られ、3か月後に退院した。入院の結果、彼女はクリスマスを逃し、1920年3月にはクリスマスと誕生日の両方を祝った。母親は入院中の彼女をとても大切にしており、その後も長い間、友人を訪ねたり、街で遊んだりすることを許さなかった。リンは、母が兄のロジャーには自分ほど厳しくなかったと振り返っている。
7歳から公の場で演奏を始め、11歳の時に母方の祖母マーガレット・リンの旧姓を芸名として採用した。1935年、ジョー・ロスのバンドとの初のラジオ放送があった。この時点で、ロスやチャーリー・クンツなどのダンス・バンドからリリースされたレコードに出演していた。

1936年、彼女の初のソロ・レコードはクラウンレーベルから 「Up the Wooden Hill to Bedfordshire 」として発売された。 このレーベルは1938年にデッカ・レコードに吸収された。 彼女はロンドンのイースト・エンドにある海運管理会社の社長の事務助手として働く事で生活を支えていた。1937年、彼女は著名なバンドマスターであるバート・アンブローズのもとに移った。 同年、リンは最初のヒット曲「The Little Boy That Santa Claus Forgot」と「Red Sails in the Sunset」を録音した。

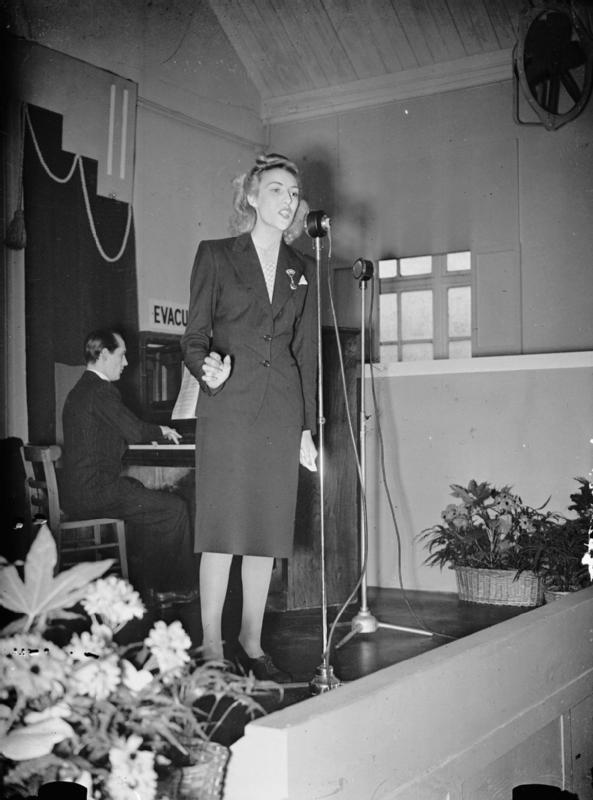
戦時中のイギリスの軍需工場で歌うリン、1941年初頭

リンの戦時中の貢献は、ロンドン地下鉄の駅のホームを空襲の避難所として利用していた人々に歌った事から始まった(彼女はオースチン・7を運転して駅に向かっていた)。 彼女はロス・パーカーとヒューイ・チャールズの人気曲「We'll Meet Again」を1939年に録音したことで最もよく知られている。まやかし戦争中、デイリー・エクスプレス紙はイギリス軍人に好きな音楽家のアンケートをとった結果、リンが1位になり、「イギリス軍の恋人」として知られるようになった。 1940年7月、リンはコベントリーで本格的なソロ活動を開始した。
第二次世界大戦暗黒期の1941年、リンは自分のラジオ番組「心からあなたへ」（Sincerely Yours）を始め、海外に派遣されているイギリス軍にメッセージを送った。 彼女と彼女の四重奏団は兵士たちから最もリクエストの多かった曲を演奏した。また、リンは病院を訪問して新人の母親にインタビューしたり、海外にいる夫に個人的なメッセージを送ったりした 。 彼女の他の戦時中の大ヒット曲は「ザ・ホワイト・クリフス・オブ・ドーバー」（The White Cliffs of Dover）で、作詞はナット・バートン、作曲はウォルター・ケントである。
1943年には映画「We'll Meet Again」と「リズム・セレナーデ」に出演。後の俗説に反して、彼女はこの間に イングランドのバラを歌ったり録音しておらず、彼女のプロデューサーであるデビッド・グーチが彼女のアルバム 「More Hits of the Blitz 」のためにこの曲を選んだのは1966年のことで、彼女はこの曲に親しみを持つようになった。アルバム自体はノーマン・ニューウェルがプロデュースした「Hits of the Blitz」の後追いであった。
戦時中、彼女はENSAに参加し、エジプト、インド、ビルマを回り、軍隊のために野外コンサートを行った。1944年3月、彼女はベンガル州のシャムシェルナガル飛行場に行き、コヒマの戦いを前にした軍隊を楽しませた。彼女のホストであり生涯の友人でもあるバーナード・ホールデン大尉は「彼女の勇気と士気への貢献」を称えている。1985年、日本占領下のビルマでイギリスのゲリラ部隊を慰問した功績により彼女はビルマの星記章を受章した。

## 戦後
1952年のリンの 「Auf Wiederseh'n, Sweetheart」はイギリス人アーティストとして初めてアメリカのチャートでトップに立ったレコードとなり、9週間チャートに残った。彼女はまた、タルーラ・バンクヘッドのアメリカのラジオ番組「ザ・ビッグ・ショー」にも一時期レギュラー出演していた。 「Auf Wiederseh'n Sweetheart」は「The Homing Waltz 」と 「Forget Me Not」と共に、リンに3つの注目すべき全英シングルチャートのトップ12入りをもたらした（実際には同点のため15曲が含まれていた）。
彼女の人気は1950年代にも続き、1954年にゴードン・メルヴィル・リース（Gordon Melville Rees）と共同作曲した 「My Son, My Son」がナンバーワン・ヒットしたことでピークを迎えた。1960年には約25年間在籍したデッカ・レコードからEMIに移籍した。彼女はEMIのコロムビア・レコード、MGM、HMVのレーベルでレコーディングを行った。彼女はまた、1962年のミュージカル「ブリッツ！」のためにライオネル・バートの曲「The Day After Tomorrow」を録音した。彼女は劇中には登場しなかったが、劇中の登場人物たちは爆弾から避難しながらラジオでこの曲を聞いている。

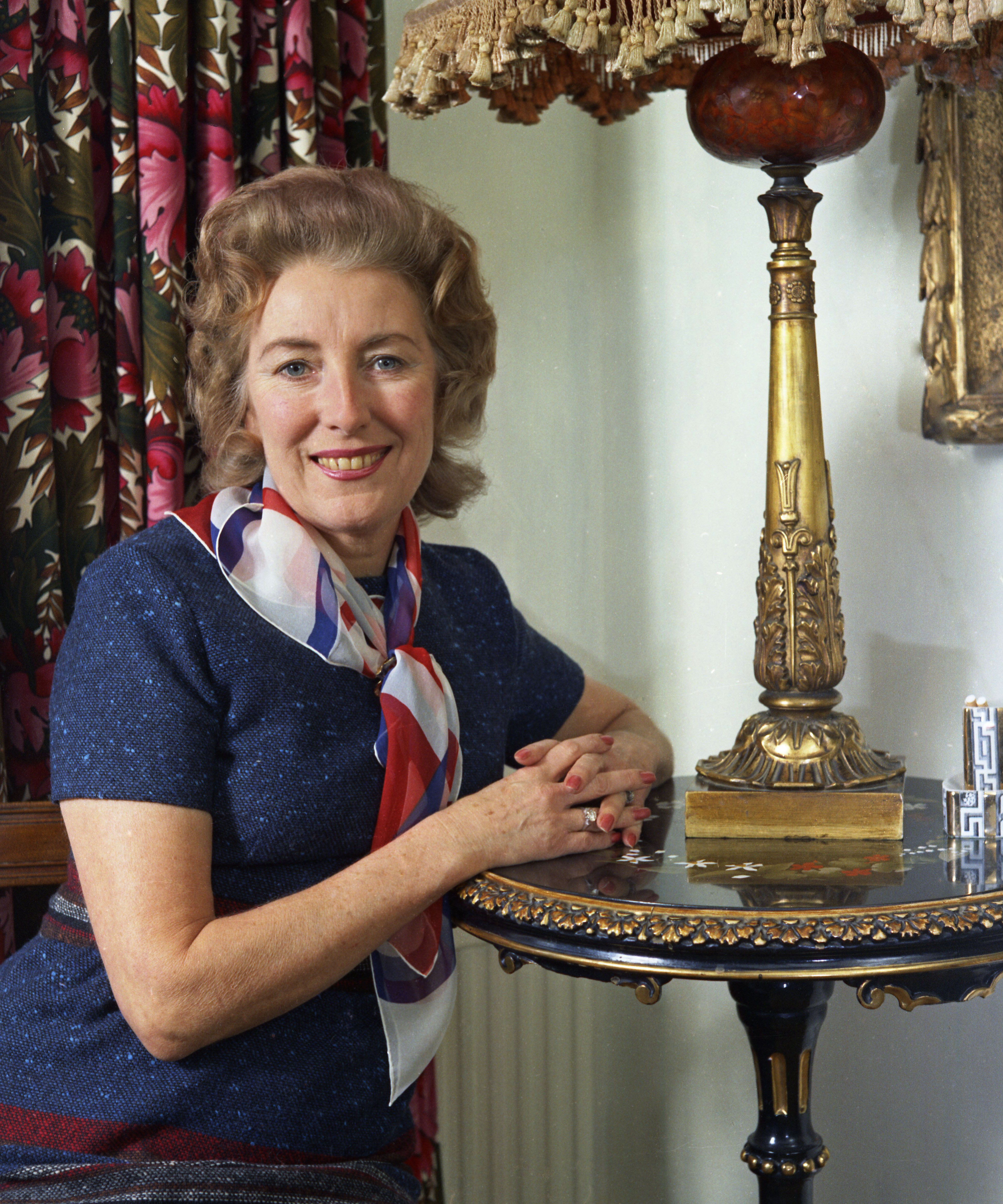
ヴェラ・リン、1973年

1967年には「It Hurts To Say Goodbye」を録音し、ビルボードのイージー・リスニング・チャートでトップ10入りを果たした。1957年10月にはBBCテレビ劇場でイーモン・アンドリュースに驚かれ、1978年12月には1979年1月1日に放送されたエピソードのために、アンドリュースがロンドンのホテル・カフェ・ロイヤルで彼女を驚かせた時の2度イギリスのテレビシリーズ「This is Your Life」の題材となった。
彼女は1960年代後半から1970年代前半にかけてBBC Oneで自身のバラエティ番組の司会を務め、他のバラエティ番組、特に1972年のモレカム・アンド・ワイズ・クリスマス・ショーには頻繁にゲスト出演した。1972年には、BBCの記念番組「フィフティ・イヤーズ・オブ・ミュージック」の主要な出演者となった。1976年には、エリザベス2世のシルバー・ジュビリーの年の開始を記念して、1952年から1976年までのポップ・ミュージックのヒット曲を祝うBBCの「ア・ジュビリー・オブ・ミュージック」の司会を務めた。1977年にはITVでアルバム『Vera Lynn in Nashville』を発売するためのTVスペシャルを放送し、1960年代のポップ・ソングやカントリー・ソングを収録した。
リンはロイヤル・バラエティ・パフォーマンスに1960年、1975年、1986年、1990年の4度出演している。
また、 リンは1974年の「ワールド・アット・ウォー」シリーズで、インド・ビルマ劇場での軍隊への慰問についてもインタビューを受けている。リンはイギリスのシングル・アルバム・チャートで、チャート開始から21世紀に至るまでのチャートスパンを持つ唯一のアーティストとしても知られている。1952年にはニュー・ミュージカル・エクスプレスがまとめた史上初のシングル・チャートで3枚のシングルを発表し、最近ではアルバム「We'll Meet Again - The Very Best of Vera Lynn」で1位を獲得した (下記参照)。

## 栄誉

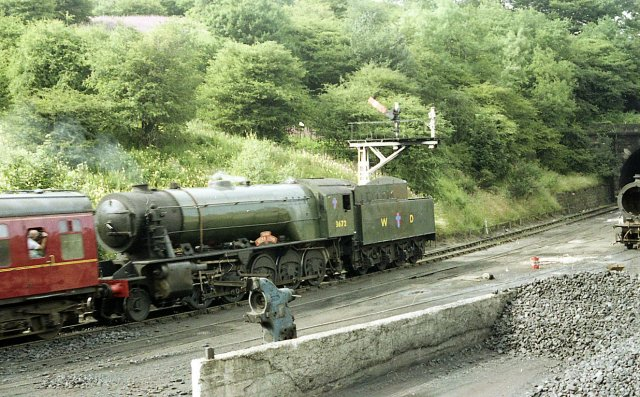
蒸気機関車 No. 3672 「デイム・ヴェラ・リン」、ノースヨークシャー・ムーア鉄道

1976年、リンはニューファンドランドメモリアル大学から名誉法学博士号を授与された。 1978年にはフリーダム・ザ・シティ・オブ・ロンドンを授与された。
2000年、リンは全国投票で21パーセントの得票率を獲得し、特別に「20世紀の精神」賞を受賞した。 ロンドンのフォレスト・ゲートには、彼女の名を冠した通り「ヴェラ・リン・クローズ」がある。
ノースヨークシャー・ムーア鉄道に保存されているWD オーステリティ 2-10-0クラスの蒸気機関車は、デイム・ヴェラ・リンと命名されている。
2018年、リンはクラシック・ブリット・アワードでアウトスタンディング・コントリビューション・トゥ・ミュージック賞を受賞した。
1964年のスタンリー・キューブリック監督作品「博士の異常な愛情」（ピーター・セラーズ、ジョージ・C・スコット主演）は、ヴェラ・リンの歌う「We'll Meet Again」をのせた核爆発のモンタージュ映像で幕を閉じる。
第二次世界大戦中のビルマ戦線を訪れたヴェラ・リンの姿は、1973年から74年にかけて放送されたイギリスのテレビ番組で、オリヴィエ卿がナレーションを担当したドキュメンタリーシリーズ「ザ・ワールド・アット・ウォー」に収録されている。イギリス兵と談笑ながらサインをする姿や、感嘆の声に包まれている姿が見られる。ドキュメンタリーのために作られた短いインタビューが第14話「It's A Lovely Day Tomorrow. ビルマ 1942-1944」に収録されている。
1979年のアルバム「ザ・ウォール」でピンク・フロイドは「Vera」というタイトルの曲を発表したが、これはヴェラ・リンと 「We'll Meet Again 」に言及したもので、「We'll Meet Again」は1980年と1981年に行われたザ・ウォールのライブのイントロとしても使われた(ザ・ウォール・ライヴ:アールズ・コート1980-1981で聴くことができる)。1982年の映画「ピンク・フロイド ザ・ウォール」はリンが歌う 「The Little Boy that Santa Claus Forgot 」で幕を開ける。
デビッド・ファースによるフラッシュアニメーションインターネットシリーズ「サラダ・フィンガーズ」の「ショアリーブ」と題された第7話では、サラダフィンガーズは 「We'll Meet Again」を歌って終わる。
2017年の映画「キングコング:髑髏島の巨神」では、ミッションの生存者たちがスカル島を離れる際に、ヴェラ・リンの歌「We'll Meet Again」がフィーチャーされている。
2018年秋にティルベリー経由で納入されたウールウィッチ・フェリーの新造船2隻のうちの1隻は、彼女に敬意を表してDデイム・ヴェラ・リンと名付けられた。
アンソニー・グリーンが2018年のアルバム「Could You Still Be In love」
の中で彼女の曲「We'll Meet Again」や「A Nightingale Sang in Berkeley Square」に言及した「Vera Lynn」というタイトルの曲を発表した。 2019年のテレビシリーズ「グッド・オーメンズ」では、最終回のエンドクレジットの間にこの曲が取り上げられた。
ポーランド人とイギリス人のデュオ、スモリク＆ケヴ・フォックスが、2015年のアルバムでロンドン・ブリッツとヴェラ・リンに言及した「Vera Lynn」というタイトルの曲を録音している。
リンは1959年に大英帝国勲章の第4位の勲章にあたるオフィサー（OBE）に叙され、その後1975年には第2位のデイム・コマンダー（DBE）に格上げされた。

## 慈善活動
1953年、リンは脳性麻痺の慈善団体SOS（The Stars Organisation for Spastics）を結成し、その会長に就任した 1976年にはヴェラ・リン・チャリティ乳癌研究トラストが設立され、リンが議長を務め、後に会長に就任した。
2002年には、脳性麻痺の慈善団体「脳性麻痺の子供たちのためのデイム・ヴェラ・リン・トラスト」の会長に就任し、ロンドンのクイーン・エリザベス・ホールでセレブリティ・コンサートを主催した。 2008年には、慈善団体「全世界の軍人の文学組織」の後援者となった。
2010年には、ドーバー戦争記念プロジェクトの後援者となり 、また同年にはイギリスの慈善事業であるビルマ難民支援プロジェクト／Help 4 Forgotten Alliesの後援者となった。
2013年、リンはPETAの鳩レース反対キャンペーンに加わり、鳩レースは「全く残酷な物」であると述べた。

## 近年
リンは1995年、バッキンガム宮殿の野外で行われた、ヨーロッパ戦勝50周年記念式典で歌った。これが彼女の知られている最後の公の場でのパフォーマンスであったと言われているが、彼女は同日の夜にハイド・パークでの公開コンサートで再び歌っている。
ヨーロッパ戦勝60周年にあたる2005年、イギリスのVEデー・ダイヤモンド・ジュビリー式典では、ロンドンのトラファルガー広場でコンサートが行われ、リンはサプライズで登場した。 リンは退役軍人を称賛し、若い世代に彼らの犠牲を常に忘れないよう呼びかけるスピーチを行い、「We'll Meet Again」の数小節で参加した。その年のロイヤル・ブリティッシュ・リージョン主催の追悼式典の後、リンはウェールズの歌手キャサリン・ジェンキンスに「イギリス軍の恋人」のマントを引き継ぐ事を勧めた。
2008年9月、リンはロンドンのチャーチル博物館で、新たな社会史記録ウェブサイト「The Times of My Life」の立ち上げに協力した。
リンは2009年に自伝「Some Sunny Day」を刊行した。彼女はそれ以前にも2冊の回顧録を書いている。「Vocal Refrain」（1975年）と「We'll Meet Again」（1989年）である。
2009年2月には、リンが移民排斥アルバムに「The White Cliffs of Dover」を無断使用したとして、イギリス国民党（BNP）を訴えていると報じられた。彼女の弁護士は、このアルバムがどの政党にも属さないリンを、同党の意見と関連づけているように見えると主張した。
2009年9月、92歳になったリンはイギリスのアルバムチャートで存命のアーティストとしては最高齢で1位を獲得した。8月30日にチャートで20位に入り、翌週には2位に浮上し、アークティック・モンキーズとビートルズの両方を抜いて首位に立った。この功績により、彼女はボブ・ディランを抜いて、イギリスのアルバムチャートで1位を獲得した最年長のアーティストとなった。
2014年8月、リンは9月に行われる住民投票でのスコットランド独立に反対する内容の書簡をガーディアン紙に寄稿した200人の著名人の内の1人に名を連ねた。 2015年5月、ロンドンで開催された「VE Day 70: A Party to Remember」には出席できなかったが、自宅でデイリー・ミラー紙によるインタビューを受けた。
100歳の誕生日の3日前にあたる2017年3月17日に「Vera Lynn 100」と題した新しいLPがデッカ・レコードから発売された。 リンのオリジナル・ヴォーカルを彼女の曲の新たな再編成版に設定したこのアルバムには、アルフィー・ボー、アレクサンダー・アームストロング、アレッド・ジョーンズ、 ザ・スクォドロネアーズを含む複数のデュエット・パートナーも参加している。リンの戦後期1960年代から1970年代の録音を所有するパーロフォンは、2017年3月10日にアビー・ロード・スタジオで録音された彼女の楽曲集「Her Greatest from Abbey Road」を発売したが、その中には未発表のオリジナル録音5曲も含まれている。
リンは2018年のクラシック・ブリット・アワードで女性アーティスト・オブ・ザ・イヤーとアルバム・オブ・ザ・イヤーの2部門にノミネートされ、ライフタイム・アチーブメント賞も受賞した。
2020年1月、1945年の戦勝75周年に関連して、ロイヤル・アルバート・ホールでリンの新たな肖像画が公開された。 この肖像画はロス・コルビーが描いたもので、リンの娘のヴァージニア・ルイス＝ジョーンズとブリテンズ・ゴット・タレントの優勝者コリン・サッカリーがお披露目した。この絵はリンが1937年から2006年まで52回公演を行った会場に常設展示される。
ホールでの除幕式ではドキュメンタリー映画「Dame Vera Lynn - The Voice of a Nation」がプレミア上映され、「イギリス軍の恋人」の物語とコルビーの肖像画について語られている。
2020年4月6日、2019新型コロナウイルス感染拡大の局面において、エリザベス2世はビデオメッセージで国民に対して慰撫と激励のメッセージを送った。メッセージの最後は、ヴェラ・リンの『We will meet again』の歌詞を引用し、「より良い日は巡ってくる。また会いましょう」と締めくくっている。

## 私生活
1941年、リンは2年前に知り合ったアンブローズのバンドの同僚でクラリネット・サックス奏者のハリー・ルイスと結婚した。1946年3月にヴァージニア・ペネロペ・アン・ルイス（Virginia Penelope Anne Lewis、現姓ルイス・ジョーンズ）という一人娘が生まれた。 夫は1998年に没した。リンが子供を一人だけ産んだ理由は、仕事を続けられる様にするためであり、それ以上子供を産んでいたらかなわなかっただろうと述べている。
第二次世界大戦後、リンとルイスはロンドン北部のフィンチリーに移り住んだ。リンは1960年代初頭からサセックス州ディッチリング在住、娘の隣の家に住んでいる。

## 死
ヴェラ・リンは2020年6月18日、イーストサセックス州の自宅で103歳で死没した。 リンへの賛辞は王室が主導し、女王エリザベス2世はリンの遺族に私的な弔意を送り、クラレンス・ハウス (皇太子公邸のメトニミー) はチャールズ3世（当時皇太子）と妃カミラからの敬意を表した。ボリス・ジョンソン首相と影の首相であるキア・スターマーも国会で敬意を表し、ポール・マッカートニーやキャサリン・ジェンキンスのようなミュージシャンやトム・ムーア大尉のような公人たちが彼女の深い影響について議論した。リンが没した日、彼女の特別番組を放送するためBBCのレギュラー番組が停止された。同日、コールドストリームガーズ軍楽隊が、彼女の代表曲「We'll Meet Again」を演奏した。リンの死後、ジェンキンスはリンのもうひとつの代表曲の舞台となったドーバーの白い崖の近くにリンの像を建てるための運動を始めた。
リンの軍葬は2020年7月10日にイースト・サセックスで行われた。葬列はディッチリングの自宅からブライトンのウッドヴェール火葬場まで続いた。広く一般の人々が葬列を見送った。ディッチリングは軍人の追悼の象徴であるポピーで飾られていた。葬儀に先立ち、ドーバーの白い崖にリンの映像が映し出され、イギリス海峡に「We'll Meet Again」が流れていた。 彼女の葬送には、イギリス空軍、イギリス陸軍、イギリス海軍、イギリス在郷軍人協会の成員が同行した他、バトル・オブ・ブリテンのスピットファイア機による分列飛行が葬列の後を追い、ディッチリングの上空を3度通過した（2020年7月10日はバトル・オブ・ブリテン開始80周年）。彼女の棺には、花輪とともにユニオンフラッグがかけられていた。ウッドヴェール火葬場の礼拝堂で行われた家族葬では、イギリス海兵隊のラッパ手が追悼ラッパを奏でた。リンの遺族は、今後適当な時期に公開のお別れ会が企画される予定であると述べている。